# الدنيا حظوظ: لا للزوجات (مسلسل)
الدنيا حظوظ: لا للزوجات هو مسلسل سعودي مصري مشترك، يروي المسلسل مجموعة قصص عن عائلة واحدة بطلها الأساسي هو (خالد) مدير في شركة للإنتاج الموسيقي، وهو شاب ثري يكثر من حوله مستغلّوه، وبالتالي تكثر المشاكل والمواقف الطريفة، وإلى جانب المشاكل التي يعاني منها في إدارة شركاته، نظرا لسوء تقدير كل من مستشاره (حسن)، ونائبه (ناصر)، فهو أيضًا يعاني من تعقيدات طريفة، نظرًا إلى أنه متزوج من ثلاث سيدات، بالإضافة إلى رابعة زوّجه إياها خاله بالوكالة من دون علمه، وجميعهن سيكتشفن في سياق الأحداث أنهنّ ضرات، فتبدأ المؤامرات في المنزل تُحاك ضده.

## طاقم التمثيل
- خالد سامي بدور خالد
- ناصر القصبي بدور ناصر
- راشد الماجد بدور راشد
- نهلة سلامة
- سحر رامي
- حسن حسني
- علاء ولي الدين
- وحيد سيف بدور أبو عزمي
- سناء يونس بدور أم عزمي
- مديحة حمدي
- ميار الببلاوي
- محمد الشرقاوي
- نادين خوري
- أماني محمد
- حسين الشريف
- عطية عويس

وغيرهم